# Coryphopteris multisora
Coryphopteris multisora är en kärrbräkenväxtart som först beskrevs av Carl Frederik Albert Christensen, och fick sitt nu gällande namn av Holtt. Coryphopteris multisora ingår i släktet Coryphopteris och familjen Thelypteridaceae. Inga underarter finns listade.